# Eugen Schauman
Pour les articles homonymes, voir Schauman.
Eugen Schauman, né le 10 mai 1875 à Kharkov, Empire russe, mort le 16 juin 1904 à Helsingfors, grand-duché de Finlande, Empire russe, est un nationaliste finlandais qui assassina Nikolaï Bobrikov le gouverneur-général de Finlande.

## Biographie
Eugen Schauman est né dans une famille finlandaise de langue suédoise. Son père, Waldemar Schauman, est lieutenant-général dans l'armée impériale russe, conseiller privé et sénateur du gouvernement finlandais.
Sa mère est Elin Maria Schauman; son frère Rafael est né en 1873 et sa sœur Sigrid en 1877.
On dit que son patriotisme s'éveilla dans ses années de jeunesse par les lectures que sa mère lui fit du livre Les Récits de l'enseigne Stål de Johan Ludvig Runeberg.
Eugen Schauman habite la plus grande partie de sa jeunesse en Pologne, plus précisément dans le Royaume du Congrès. La famille voyage beaucoup dans tout l’empire russe à cause des affectations de son père, et Eugen souffre d’une nostalgie pour sa patrie. À l’étranger, Schauman reçoit dans les lettres des informations sur la russification et les actions répressives qui se passent en Finlande.
À neuf ans, Schauman entend qu’à Nykarleby on quête pour construire un monument en mémoire de la bataille de Juutas (fi) de 1808 évoquée dans le livre Les Récits de l'enseigne Stål, et il écrit :
« S’il vous plait, acceptez cette aide modeste (un rouble) pour le mémorial de Juutas, Eugène Schauman, Radom, 24 mai 1883 ».
Peu après, en 1885, sa mère décède et Schauman doit partir étudier à Helsingfors en laissant sa famille en Pologne. 
Dix ans plus tard, il passe son baccalauréat. Schauman doit subir de près des actions de russification illégales. Son père abandonne son poste de sénateur l’été 1900 en réponse au Manifeste linguistique du 20 juin 1900  édicté par le général Bobrikov selon lequel dans toutes les administrations et au Sénat on devait utiliser la langue russe et qui rendait le russe matière obligatoire dans toutes les écoles en plus du suédois ou du finnois.
Ceci éveille chez le jeune Eugen une haine du pouvoir russe.
Au début, Schauman s’oppose à la répression comme les autres étudiants : en manifestant devant la statue de Runeberg, en diffusant des appels à se battre et en faisant signer la Grande pétition (en finnois : Suuri adressi) à un demi-million de signataires en quelques semaines.
Un des derniers événements qui engagent Schauman a lieu le 18 avril 1902, lorsqu'il est frappé sans raison par des cosaques. Plusieurs milliers de personnes manifestent alors place du Sénat et Schauman qui revient du travail rue Koulukatu est frappé à la tête avec un fouet par un des cosaques envoyés par Mihail Kaigorodov le gouverneur de l'Uusimaa  afin qu'ils dispersent la manifestation.
En 1903, Eugen Schauman avec d’autres étudiants et des activistes de l'organisation clandestine Kagaali passe de la résistance passive à une résistance plus combative. Connu pour être un bon tireur, Schauman organise des transports d’armes de l’étranger. Avec l’association de chasse finlandaise (en finnois : Suomen Metsästysyhdistys) il importe des carabines américaines que l’on distribue aux membres de la communauté universitaire.
Il organise aussi dans la région d’Helsingfors des clubs de tir où l’on apprend à tirer. Bientôt, il commence avec d’autres activistes à projeter un soulèvement populaire. Quand ils décident de passer à des assassinats, la cible désignée est celle des Finlandais favorables à la politique russe, mais très rapidement ils pensent que le plus efficace serait d'attaquer le responsable de la répression, le gouverneur Bobrikov en personne.

## Assassinat
Bobrikov était une cible importante pour les activistes finlandais de cette époque. On sait que d'autres groupes indépendantistes avaient planifié l'assassinat de Bobrikov, mais Shauman les convainc de lui laisser deux semaines avant d'intervenir.
Quand le général Bobrikov arriva au Sénat le 16 juin 1904, Schauman tire sur lui trois fois et se tire ensuite deux balles dans la poitrine avec des balles explosives artisanales. Schauman décède dans la soirée à l'hôpital.
Deux balles qui touchent Bobrikov ricochent sur sa décoration, mais la troisième l'atteint à l'estomac. Bobrikov meurt le lendemain à l'hôpital d'Helsingfors.

## Suite

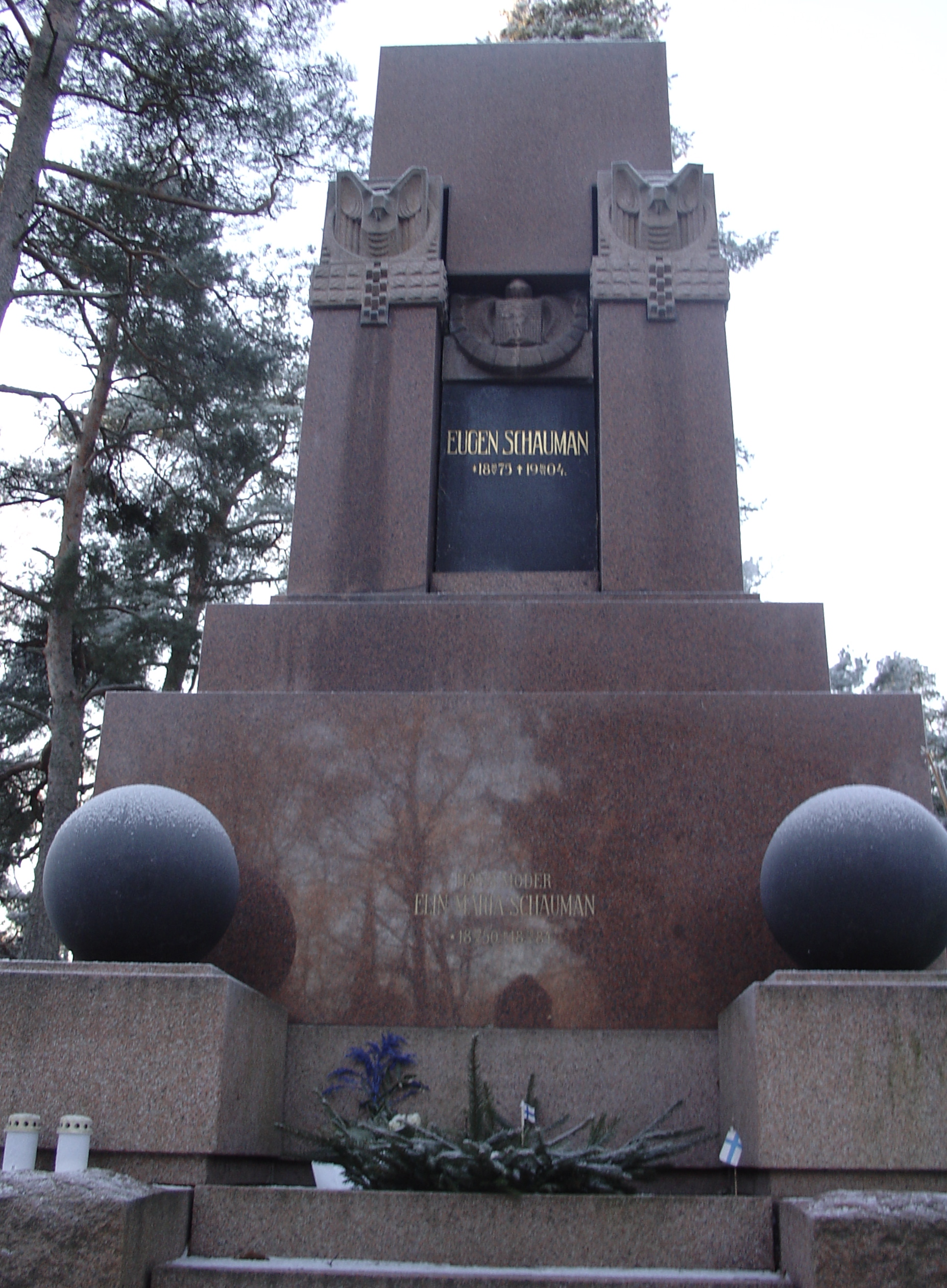
La tombe d'Eugen Schauman au cimetière de Porvoo.

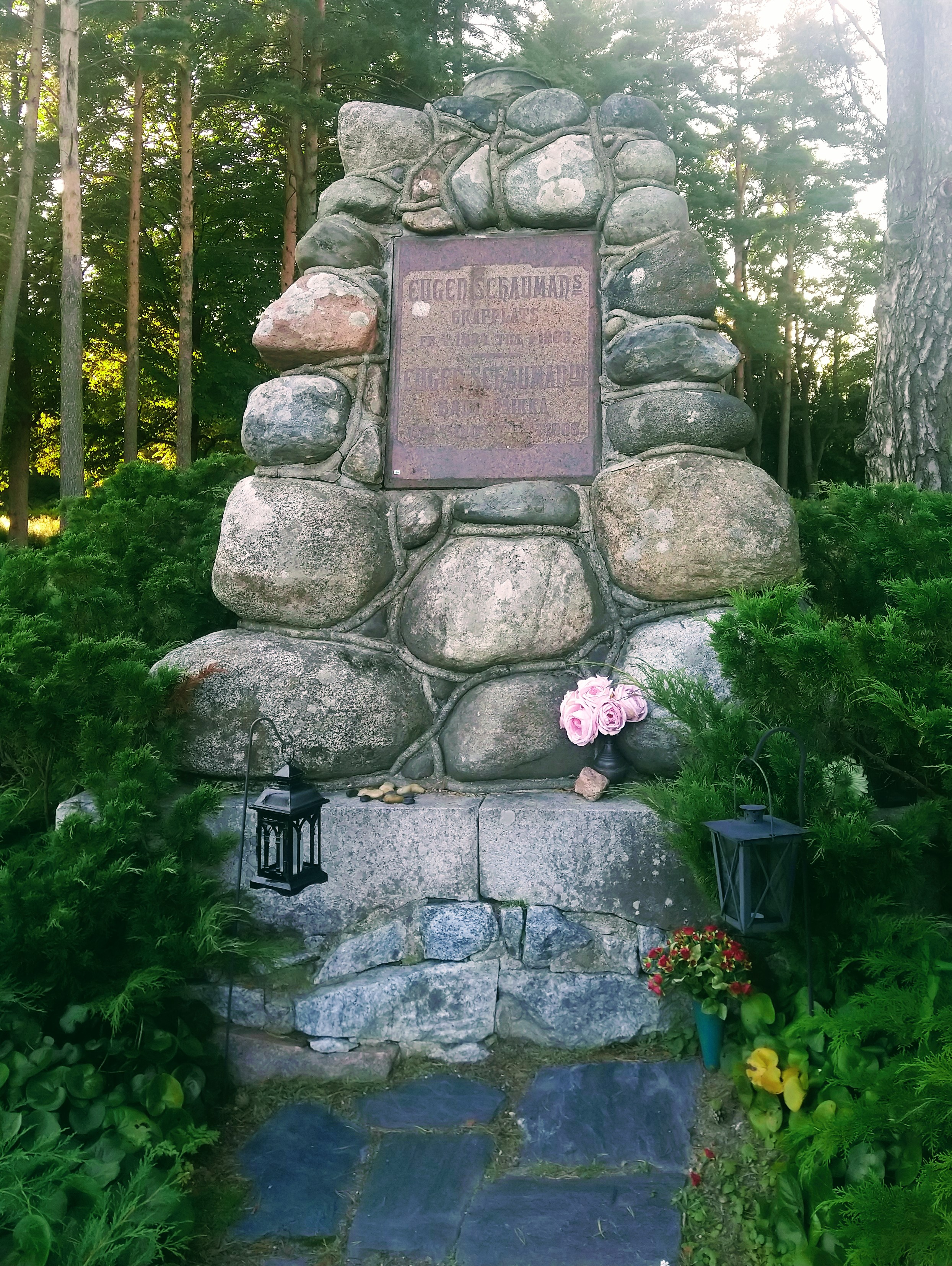
La mémorial d'Eugen Schauman au cimetière de Malmi.

Schauman laissa une lettre dans laquelle il justifiait son action comme une punition pour les crimes de Bobrikov contre le peuple finlandais. Il adressait sa lettre au tsar et souhaitait qu'il fût attentif à cette question dans tout son empire, en particulier en  Pologne et dans les provinces baltes.
Il indiquait aussi qu'il avait agi seul et que sa famille n'était pas impliquée dans l'assassinat.
Le corps de Schauman fut enterré dans une tombe anonyme du cimetière de Malmi à Helsinki.
Quand la situation politique le permit, il fut transféré dans la tombe familiale du cimetière de Porvoo et un monument fut érigé sur sa tombe.

## L'héritage d'Eugen Schauman
Pendant les années 1960, il n'était pas politiquement correct de parler des actions antirusses des activistes finlandais. Depuis la chute de l'Union soviétique dans les années 1990, l’intérêt pour Eugen Schauman s'est accru. Un exemple de cet intérêt est la parution du livre bibliographique de Seppo Zetterberg paru en 1986 et intitulé Cinq tirs au sénat - La vie d'Eugen Shauman et son acte (Viisi laukausta senaatissa – Eugen Schaumanin elämä ja teko (1986).
Toutefois la discussion reste vive. Ainsi en 2004 Matti Vanhanen tint un discours dans lequel il indiquait qu'il n'y avait pas lieu de fêter un acte terroriste. Ce discours éveilla un débat très vif en Finlande.
Schauman est devenu une sorte d'icône de la résistance contre la Russie impériale et il est encore de nos jours considéré par beaucoup comme un héros en Finlande.
Sa célébrité peut être mesurée par le 34e rang qu'il occupe parmi les plus grands Finlandais de tous les temps lors du vote télévisuel Suuret suomalaiset (en français : Les grands Finlandais) en 2004.

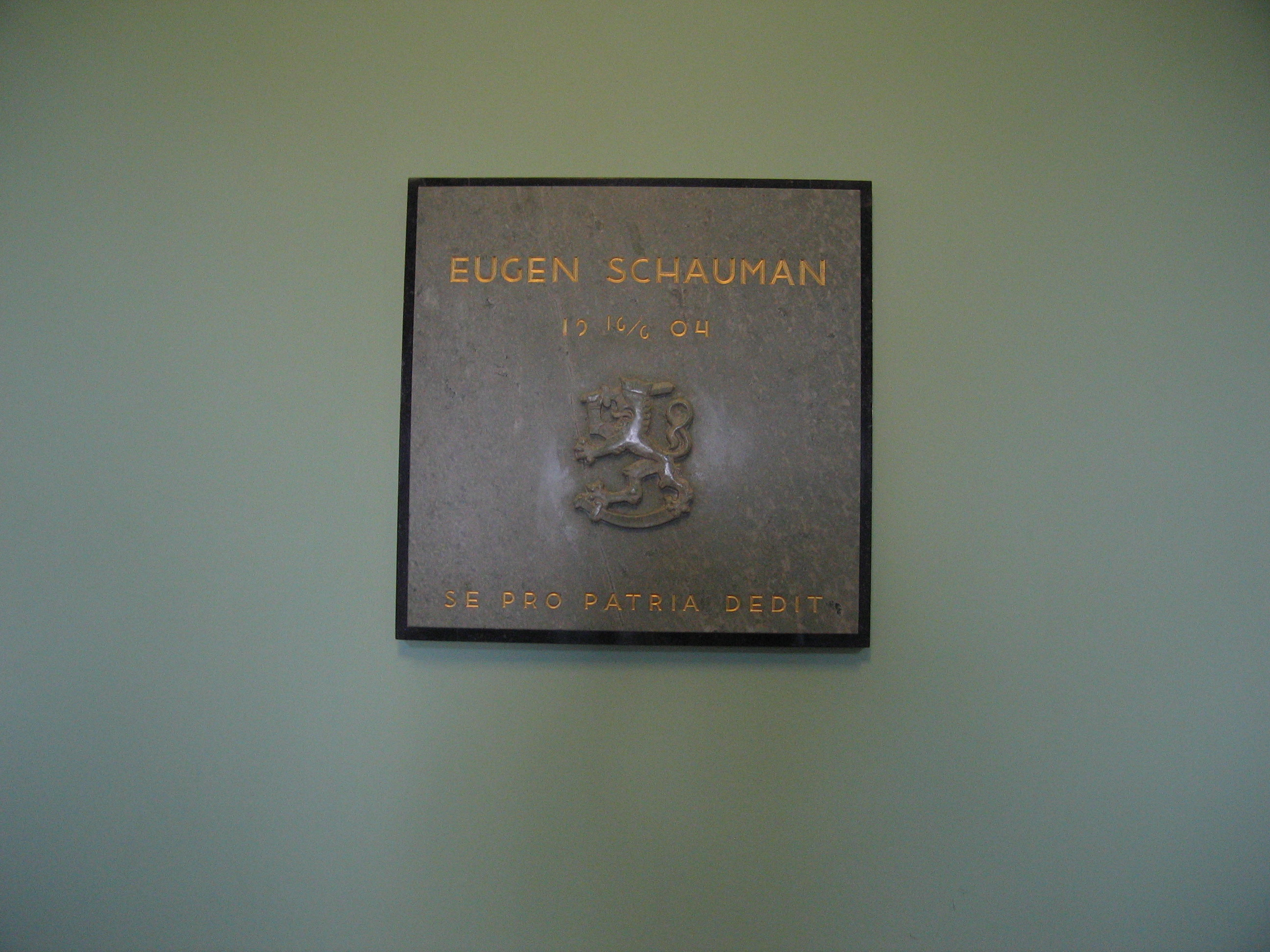
Plaque en mémoire d'Eugen Schauman dans le vestibule du palais du Conseil d'État.

À l'endroit de l'assassinat, dans le vestibule du  palais du Conseil d'État, il y a une plaque où est écrit en latin Se Pro Patria Dedit (Il s'est sacrifié pour sa patrie).